# Dynastor maculata
Dynastor maculata är en fjärilsart som beskrevs av Friedrich Wilhelm Niepelt 1922. Dynastor maculata ingår i släktet Dynastor och familjen praktfjärilar. Inga underarter finns listade i Catalogue of Life.